# Francesco Franzese (collaboratore di giustizia)
Francesco Franzese (Brescia, 31 luglio 1964) è un ex mafioso e collaboratore di giustizia italiano.
La sua collaborazione con la giustizia fu decisiva per la cattura di Salvatore Lo Piccolo.

## Biografia
Nato in Lombardia ma trasferitosi in giovane età in Sicilia, Franzese fu menzionato per la prima volta nei fascicoli giudiziari con l'inchiesta Mare nostrum, condotta dalla procura di Messina. Nell'ambito del processo scaturito da quella retata, Franzese fu condannato in primo grado all'ergastolo per l'omicidio di Armando Craxi. Diventato latitante nel 2006 e nominato reggente della famiglia di Partanna-Mondello, fu arrestato il 2 agosto 2007 nel quartiere palermitano di Cruillas. Nel corso del blitz, nel covo furono trovati gli elenchi delle vittime delle estorsioni e alcuni pizzini ricevuti da Salvatore Lo Piccolo. Pochi mesi dopo la cattura, iniziò a collaborare con la giustizia, permettendo alla Polizia di Stato di catturare Salvatore e Sandro Lo Piccolo, Gaspare Pulizzi e Andrea Adamo. In appello, anche per effetto delle sue dichiarazioni, ritenute riscontrate, ottenne l'assoluzione dall'accusa di aver ucciso Craxi.